# Agnès Müller
Pour les articles homonymes, voir Müller.
Agnès Müller, née le 2 août 1977 à Melchnau, est une joueuse de squash représentant la Suisse. Elle atteint le 32e rang mondial en novembre 2000, son meilleur classement. 
Elle est championne de Suisse à 7 reprises entre 1996 et 2006.

## Palmarès

### Titres
- Championnats de Suisse : 7 titres (1996-2001, 2006)